# ダリル・ホランド
ダリル・ホランド（Darryll Holland、1972年6月14日 - ）は、イギリス・マンチェスター出身の元騎手・調教師である。香港における名前の中文表記は「賀倫」。

## 来歴
1990年、バリー・ヒルズ厩舎所属で見習騎手を経て騎手デビューする。
1991年、85勝を挙げ、イギリス見習騎手チャンピオンとなり、レスター賞見習騎手部門を受賞する。
1992年、ジョン・ゴスデン厩舎のナイフボックスでG3ラクープドメゾンラフィットを制し重賞初制覇を果たした。
1994年、3月に初来日を果たし、JRA初騎乗となった3月5日に中山競馬場で行われた第9レースのオープニングカップでは、7番人気だったモリカイソウに騎乗し3着。 同日第11レースのグローバルカップを4番人気だったトライディードに騎乗して制し、初騎乗から2戦目でJRA初勝利を挙げる。
1996年、日本中央競馬会の短期免許を初取得し2度目の来日を果たし、10月6日に行われた毎日王冠をアヌスミラビリスに騎乗して制し、JRA重賞初勝利を挙げた。
1997年、ヨークシャーオークスをマイエマに騎乗して制し、G1初勝利を挙げる。
2003年、年間158勝を挙げ、自己最多記録を達成する。
2004年、第18回ワールドスーパージョッキーズシリーズに出場し、30ポイントで5位となる。
2007年、イギリスの芝レース開催期間で61勝を挙げる。11月に第27回ジャパンカップに出走するハリカナサスに騎乗するために2年ぶりの来日を果たし、レースに挑む。
2013年2月から2014年6月まで韓国釜山慶南競馬場で短期騎乗を行った。
2015年、モーリシャスターフクラブ所属時に地方競馬全国協会の短期免許を取得し、同年1月19日から大井競馬場（藤田輝信厩舎）所属騎手として期間限定騎乗を行った。当初は3月31日までの予定だったが、ホランド本人の申し出によって2月27日をもって終了した。
2016年12月1日から2017年3月31日まで、韓国釜山慶南競馬場で短期騎乗を行った。
2016年シーズンをもって騎手を引退。
2021年に調教師免許を取得。ニューマーケット近郊にあるハラトン・コート・ステーブルを拠点に開業する。なお、元騎手のキーレン・ファロンがアシスタントトレーナーを務める。

## 主な騎乗馬
- アヌスミラビリス / Annus Mirabilis（1996年 毎日王冠）
- コンプトンアドミラル / Compton Admiral（1999年エクリプスステークス）
- ファルブラヴ / Falbrav（2003年 エクリプスステークス、インターナショナルステークス、クイーンエリザベス2世ステークス）

## 年度別成績表
- JRA

| 年              | 騎乗数   | 勝利     | 勝利     | 勝率     | 連対率   | 獲得賞金      |
| 年              | 騎乗数   | 勝数     | 順位     | 勝率     | 連対率   | 獲得賞金      |
| --------------- | -------- | -------- | -------- | -------- | -------- | ------------- |
| 1994年          | 4        | 1勝      | 181位    | .250     | .250     | 1620万        |
| 1995年          | 騎乗なし | 騎乗なし | 騎乗なし | 騎乗なし | 騎乗なし | 騎乗なし      |
| 1996年          | 61       | 3勝      | 146位    | .049     | .115     | 1億2136万6000 |
| 1997年～ 1999年 | 騎乗なし | 騎乗なし | 騎乗なし | 騎乗なし | 騎乗なし | 騎乗なし      |
| 2000年          | 2        | 0勝      | 192位    | .000     | .000     | 0             |
| 2001年～ 2003年 | 騎乗なし | 騎乗なし | 騎乗なし | 騎乗なし | 騎乗なし | 騎乗なし      |
| 2004年          | 4        | 1勝      | 162位    | .250     | .250     | 1486万4000    |
| 2005年          | 1        | 0勝      | 192位    | .000     | .000     | 0             |
| 2006年          | 騎乗なし | 騎乗なし | 騎乗なし | 騎乗なし | 騎乗なし | 騎乗なし      |
| 通算            | 72       | 5勝      | -        | .069     | .125     | 1億5243円     |

※金額の単位は円。